# Luboš Pospíšil
Luboš Pospíšil (* 6. září 1950, Jeseník, Československo) je český zpěvák a hudebník, známý hlavně jako frontman poprockové skupiny 5P.
Pospíšil byl v 70. letech 20. století člen souboru C&K Vocal, pak odešel na sólovou dráhu. Prvním sólovým počinem byl v roce 1981 singl Kráska v nesnázích. Na svém debutovém albu Tenhle vítr jsem měl rád spolupracoval s hudebním skladatelem Otakarem Petřinou a textařem Ladislavem Kantorem. Druhou desku už natáčel se svou mateřskou formací 5P, kde mj. působil i kytarista a skladatel Bohumil Zatloukal. Spolu v 90. letech natočili album Vzdálená tvář a občas jen spolu jako akustické duo jezdí i dnes na koncertní šňůry. Působil také jako zpěvák v jedné ze sestav skupiny Blue Effect a v roce 1989 s ní natočil singl Kampa. V 90. letech spolupracoval se skupinou Biograf, posléze se vrátil s Bohumilem Zatloukalem znovu k 5P, se kterými působí dodnes.
Od roku 2005 do roku 2016 dělal námětáře pro kreslíře Karla Klose. Vytvořili autorskou dvojici POKLOP; své kreslené vtipy publikovali v měsíčníku Sorry.

## Diskografie

### Singly
- Hudba z roku nahlas – Vzpomínka na jednu venkovskou tancovačku r. 1965 (C&K Vocal 1979)
- Džíny Barvy kůže / Veteráni… (1978)
- Kaleidoskop Ray Bradburyho / Prodavač včerejších snů (1978)
- Zlá milá – Ranní Národní (1984)
- Maturitní ples – Máme doma paní s úsměvem Mony Lísy (1985)
- Staré fotky – Ve frontě na párek v rohlíku (1985)
- Ranní vzkaz – Příběh z banální čtvrti (1986)
- Kampa – Úhel pohledu Blue Effect (1989)

### LP/CD
- Tenhle vítr jsem měl rád – 1982 LP / CD (na CD vyšlo pod názvem Vzpomínka na jednu venkovskou tancovačku)
- Love Prayer – 1983 LP (album Tenhle vítr jsem měl rád v angličtině)
- … a nestřílejte na milence – 1986 LP / CD
- Jsem v tom – 1987 LP
- Třináctá komora – 1991 LP / CD
- Vzdálená tvář – 1993 LP / CD
- Můžem si za to oba – 1998 CD
- Hazardní slavnost – 2001 CD
- Příznaky lásky – 2008 CD
- Chutnáš po cizím ovoci – 2011 CD
- Soukromá elegie – 2014
- Live!!! Ostrava – 2019[1]
- Poesis Beat – 2021 CD

### Kompilace
- 20 největších hitů – 2002 CD
- Klub osamělých srdcí (Best Of 2) – 2004 CD
- Tenhle vítr jsem měl rád – To nejlepší (2 CD) – 2010 – 2CD
- Route 66 – Exit 1 (1978-1993) – 2016 – 7CD
- Route 66 – Exit 2 (1998-2016) – 2016 – 6CD